# 岡東町 (枚方市)
岡東町（おかひがしちょう）は、大阪府枚方市の町名。丁番を持たない単独町名である。住居表示は実施済み。

## 地理
枚方市の西部に位置し、東に禁野本町と西禁野、西に岡南町、南に大垣内町、北に岡本町と新町と接している。

### 河川
- 天野川

## 世帯数と人口
2020年（令和2年）4月1日現在（枚方市発表）の世帯数と人口は以下の通りである。
| 町丁   | 世帯数  | 人口  |
| ------ | ------- | ----- |
| 岡東町 | 155世帯 | 249人 |

### 人口の変遷
国勢調査による人口の推移。
| 1995年（平成7年）  | 303人 | [ 6 ]  |  |
| 2000年（平成12年） | 330人 | [ 7 ]  |  |
| 2005年（平成17年） | 334人 | [ 8 ]  |  |
| 2010年（平成22年） | 291人 | [ 9 ]  |  |
| 2015年（平成27年） | 284人 | [ 10 ] |  |

### 世帯数の変遷
国勢調査による世帯数の推移。
| 1995年（平成7年）  | 133世帯 | [ 6 ]  |  |
| 2000年（平成12年） | 167世帯 | [ 7 ]  |  |
| 2005年（平成17年） | 167世帯 | [ 8 ]  |  |
| 2010年（平成22年） | 158世帯 | [ 9 ]  |  |
| 2015年（平成27年） | 177世帯 | [ 10 ] |  |

## 学区
市立小・中学校に通う場合、学区は以下の通りとなる（2018年1月時点）。
| 番・番地等 | 小学校                 | 中学校             |
| ---------- | ---------------------- | ------------------ |
| 全域       | 枚方市立枚方第二小学校 | 枚方市立枚方中学校 |

## 事業所
2016年（平成28年）現在の経済センサス調査による事業所数と従業員数は以下の通りである。
| 町丁   | 事業所数  | 従業員数 |
| ------ | --------- | -------- |
| 岡東町 | 338事業所 | 5,032人  |

## 交通

### 鉄道
- 京阪電気鉄道
  - 京阪本線・交野線 枚方市駅

### 道路
- 大阪府道139号枚方茨木線

## 施設
- 京阪百貨店 ひらかた店
- 枚方T-SITE
- 三井住友銀行 枚方支店[13]
- 関西みらい銀行 枚方支店[14]

## その他

### 日本郵便
- 郵便番号 : 573-0032[3]（集配局：枚方郵便局[15]）。